# أمنحتب (طبيب)
أمنحتب كان مسؤولًا مصريًا قديمًا ورئيس الأطباء في بداية الأسرة التاسعة عشرة. يعرف بشكل رئيسي من خلال مصلى قبره المزخرف الذي تم اكتشافه في 1913-14 بواسطة أحمد كمال باشا في أسيوط، في مصر الوسطى.
كان أمنحتب يحمل عدة ألقاب، مثل كاتب الملك، كبير الكهنة القراء، مشرف على كهنة الوعب لـ سخمت ورئيس الأطباء. تظهر زوجته في مصلى القبر. كانت منشدة وبواوت ومنشدة آمون رع رِنِنوتِت. يُعرف ابنه يوني من تمثال وُجد بالقرب من الموقع وكان أيضًا مشرفًا على كهنة الوعب لسخمت ورئيس الأطباء. كما شغل حفيده خاي هذا المنصب الأخير.
كان مصلى قبر أمنحتب صغيرًا نسبيًا، ربما لم يتجاوز طوله ثلاثة أمتار، بعرض 1.52 متر وارتفاع 2.40 متر. كان السقف مقببًا. الجدران مزينة بمزيج من الرسومات، والنقش البارز والنقش الغائر. على الجدار الخلفي، يظهر أمنحتب مرتين جالسًا أمام مائدة القرابين. في سجل ثانٍ أعلى، يظهر مرتين أمام أوزوريس. على الجانب الأيمن من المصلى، يظهر مرة أخرى أمام أوزوريس في مشهد المحاكمة. على الجدار الأيسر، يظهر أمنحتب وعائلته تقودهم حتحور إلى إله الشمس رع وإله الموتى أنوبيس. وُجد المصلى محفوظًا بشكل جيد وظلت بقايا كبيرة من التلوين. اليوم الأجزاء في مجموعات مختلفة. الأجزاء الكبيرة من الجدار الخلفي والجدار الأيمن موجودة في متحف برلين المصري، والأجزاء الرئيسية من الجدار الأيسر موجودة في متحف كليفلاند للفنون.